# Кантинфлас
Фортино Марио Алфонсо Морено Рејес (шп. Fortino Mario Alfonso Moreno Reyes 12. август 1911 – 20. април 1993), познат по свом уметничком имену Кантинфлас (шп. Cantinflas), био је мексички глумац, комичар, сценариста, филмски продуцент и певач. Кантинфлас је истовремено име његовог алтер ега, односно филмски лик, обично приказиван као сиромашни човек са села (кампесино, шп. campesino). Његов лик је стекао огромну популарност широм Латинске Америке и у Шпанији и постао је национална икона Мексика. Кантифласова каријера је била дуга (1937—1982), а направио је и три филма у Холивуду. Чарли Чаплин га је назвао „највећим комичаром на свету”, а самог Морена су звали „Мексички Чарли Чаплин”.
Награду Златни глобус за најбољег глумца у играном филму - мјузикл или комедија добио је 1957. за улогу у филму Пут око света за 80 дана.